# Saturnia makropis
Saturnia makropis är en fjärilsart som beskrevs av Schultz. 1909. Saturnia makropis ingår i släktet Saturnia och familjen påfågelsspinnare. Inga underarter finns listade.